# گرداننده

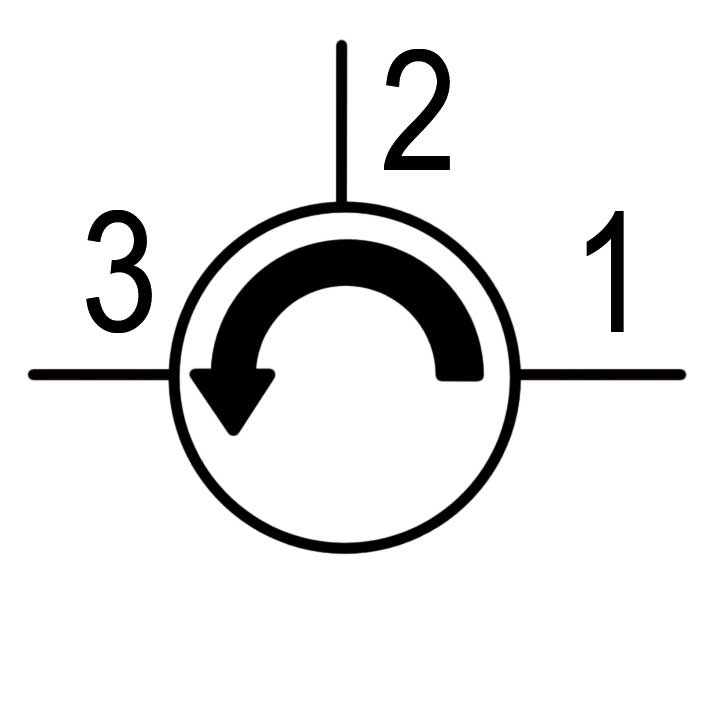
شمای فنی یک گرداننده‎ی سه سر.

گرداننده (انگلیسی: Circulator) یا سیرکولاتور، قطعه‎ای کاربردی در مدارهای مایکروویو و فرکانس رادیویی است. این قطعه که عنصری غیرفعال و غیرهم‎پاسخ است، سیگنال دریافتی از یکی از دهانه های خود را تنها در یک جهت منتشر می کند و به دهانه‎های دیگر می‎فرستد. ماتریس پراکندگی یک گرداننده‎ی سه سر به صورت زیر است:
{\displaystyle S={\begin{pmatrix}0&0&1\\1&0&0\\0&1&0\end{pmatrix}}}
گرداننده را اغلب از مواد غیر هم‎پاسخی نظیر فریت‎ها می‎سازند. هرچند از عناصر غیرهم‎پاسخ دیگری نیز مانند دیود واراکتور، برای ساخت 
گرداننده استفاده می‎شود.